# Agnieszka Haupe-Kalka

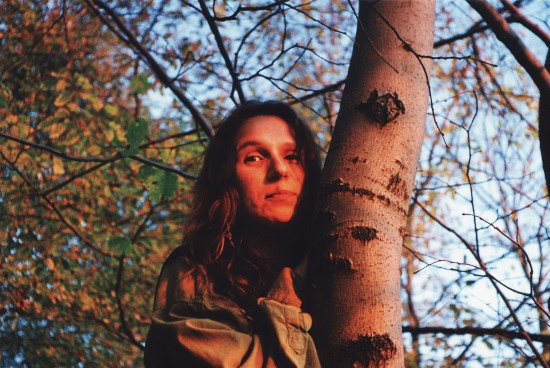
Agnieszka Haupe-Kalka in den Bieszczaden

Agnieszka Haupe-Kalka (* 13. Juni 1970 in Zielona Góra) ist eine polnische Märchendichterin, Lyrikerin, Spieleautorin und Übersetzerin.

## Leben
Sie ist die Enkelin der Widerstandskämpfer von „AK Jemioły“ und Auschwitz/Buchenwald-Überlebenden Maria Haupe (Deckname „Schwarze Dame“) und Wacław Haupe (Deckname „Młody Szofer“).
Als Mitglied des Literaturvereins Die Hülle war sie Mitorganisatorin des Festivals Grochowice`93 zum zehnten Jahrestag des Todes von Edward Stachura.
1994 erhielt sie mit ihrem Verein den Preis des Stadtpräsidenten von Zielona Góra.
1996 und 1998 war sie Teilnehmerin des deutsch-polnischen Poetendampfers, wo sie den deutschen Liedermacher Dieter Kalka kennenlernte und am 12. September 1998 in Frankfurt/Oder heiratete („Poetenhochzeit“).
Sie war neben Jolanta Pytel, Katarzyna Jarosz-Rabiej und Władysław Klępka 1995 Gründungsmitglied des „Vereins der noch lebenden Poeten“ in Zielona Góra, Mitorganisatorin der „Uniwersytet Poezji“ (1995–1998), Teilnehmerin des deutsch-polnischen Lyrikfestivals „wortlust“ in Lublin 1997 und arbeitete mit an der Herausgabe der Anthologie „Lubliner Lift/Lubelska winda“. Mit Dieter Kalka begründete sie das Projekt: „Kinder erfinden Märchen“, nahm am Hörspielfestival in Rust (Österreich) mit dem Hörspiel „Spiegelbilder zweier Sprachen“ teil, das später während des Symposiums im Begegnungszentrum Oświęcim (Auschwitz) übersetzt wurde. Prosa und Lyrik in deutscher Sprache sind erschienen im Ostragehege Nr. 9 und auf Portalpolen.
Agnieszka Haupe entwickelt Brett- und andere Spiele und nahm an der Spielemesse in Göttingen teil. Von 1996 bis 2005 lebte sie in Deutschland und Polen, studierte 2005/06 ein Jahr lang Germanistik an der Universität in Zielona Góra und lebt seit 2006 in Irland. Ihre Texte wurden ins Englische und Deutsche übersetzt.

## Werke
- Krajobrazy czułego dotyku / The Landscapes of tender touch. Gedichte. Organon, Zielona Góra 2010, ISBN 978-83-87294-60-1. (polnisch-englisch)
- Skzydła wiatru. Gedichte. Poddasze Poetów, Zielona Góra 1999, ISBN 83-88059-40-8.
- Pradawne Pieśni. Prosa. ProLibris, Zielona Góra 2009, ISBN 978-83-88336-70-6.
- Żywe oczy wiersza / Augen des Gedichts, Lyrikanthologie, Beteiligung, polnisch-deutsch,  Hg. Jolanta Pytel und Czesŀaw Sobkowiak, Organon, Zielona Góra 2001, ISBN 83-87294-25-X

## Referenzen
- Danuta Piekarska: Buchhalter pisze wiersze. In: Gazeta Lubuska. 27./28. Juni 1998.
- Bahaidzi z rzeki. In: Gazeta Lubuska. 14. September 1998.
- Rejs do Szczecina. In: Kurier Szczeciński. 17. September 1998.
- Marta Fox: Jak korek na fali ... In: Śląsk. Nr. 11/13, 1996.
- Bronisław Słomka: Błędni rycerze. In: Gazeta Lubuska. 2./3. November 1996.
- Katarzyna Jarosz-Rabiej: Statkiem Literackim. In: Gazeta Lubuska. Komunikaty Nr. 6, 1996, S. 15.